# Takashi Yokoyama
Takashi Yokoyama (Japans: 横山隆志, Yokoyama Takashi) (Kōchi, 24 december 1913 - 14 april 1945) was een Japans zwemmer.
Yokoyama nam eenmaal deel aan de Olympische Spelen; hij was lid van het team dat op de 4x200 meter vrije slag goud wist te veroveren.